# Nazionale maschile di rugby a 15 della Svizzera
La nazionale di rugby a 15 della Svizzera (in francese Équipe de Suisse de rugby à XV; in tedesco Schweizer Rugby-Union-Nationalmannschaft) è la rappresentativa nazionale maggiore di rugby a 15 che rappresenta la Svizzera in ambito internazionale.
La squadra esordì nel 1973 e fin da allora, non si è mai qualificata per la coppa del Mondo, ma partecipa al campionato europeo, dove è attualmente inserita nella 2ª divisione poule B. Divisione che ha matematicamente vinto sabato 17 marzo 2012 quando ha battuto in casa la Slovenia per (85-0). Ottenendo la promozione in 2ª divisione poule A e allo stesso tempo la vittoria più larga della sua storia, segnando 13 mete di cui 10 trasformate..